# Praecardiidina
Praecardioida
Sous-ordre
Les Praecardiidina (ou anciennement Praecardioida) sont un sous-ordre fossile de mollusques bivalves marins de l'ordre fossile des Cyrtodontida.

## Historique
Le sous-ordre des Praecardiidina est décrit en 1965 par le paléontologue américain Norman Dennis Newell (1909-2005) sous le protonyme Praecardioida et comme ordre,,.

### Renommage
L'ordre des Praecardioida est renommé en sous-ordre des Praecardiidina en 2011 par Carter et al.,.

### Synonyme
Selon Paleobiology Database en 2025, le sous-ordre des Praecardiidina a un synonyme :
- †Praecardioida anciennement ordre fossile

### Fossiles
Selon Paleobiology Database en 2025, le sous-ordre des Praecardiidina a 360 collections référencées de fossiles. Ces collections de fossiles sont Zahorany de l'Ordovicien supérieur au Priabonien de l'Éocène, c'est-à-dire datent de 459,3 à 33,9 Ma avant notre ère.

## Liste des infra-ordres, familles et super-familles
Selon BioLib en 2021 les taxons inclus sont tels que  :
- infra-ordre† Antipleuroidei Kříž, 2007
  - super-famille† Dualinoidea Conrath, 1887
    - famille† Dualinidae Conrath, 1887
    - famille† Praelucinidae Conrath, 1887
    - famille† Spanilidae Kříž, 2007
    - famille† Stolidotidae Starobogatov, 1977
- infra-ordre† Praecardioidei Newell, 1965
  - super-famille† Cardioloidea R. Hoernes, 1884
    - famille† Cardiolidae R. Hoernes, 1884
    - famille† Slavidae Kříž, 1982

  - super-famille† Praecardioidea Hoernes, 1884
    - famille† Buchiolidae Grimm, 1998
    - famille† Praecardiidae Hoernes, 1884

### Publication originale
- [1965] (en) Norman Dennis Newell, « Classification of the Bivalvia », American Museum Novitates, vol. 2206,‎ 1965, p. 1-25.